# Campeonato Cearense Série C 2018
In 2018 werd het vijftiende Campeonato Cearense Série C gespeeld voor voetbalclubs uit de Braziliaanse staat Ceará. De competitie werd georganiseerd door de FCF en werd gespeeld van 6 oktober tot 1 december. Campo Grande werd kampioen.

## Eerste fase

### Groep A
| Plaats | Club           | Wed. | W | G | V | Saldo | Ptn. |
| ------ | -------------- | ---- | - | - | - | ----- | ---- |
| 1.     | Verdes Mares   | 4    | 3 | 0 | 1 | 7:4   | 9    |
| 2.     | Calouros do Ar | 4    | 2 | 1 | 1 | 7:6   | 7    |
| 3.     | Pacatuba       | 4    | 0 | 1 | 3 | 2:6   | 1    |

|  | Geplaatst voor tweede fase |

### Groep B
| Plaats | Club        | Wed. | W | G | V | Saldo | Ptn. |
| ------ | ----------- | ---- | - | - | - | ----- | ---- |
| 1.     | Crateús     | 4    | 2 | 1 | 1 | 5:4   | 7    |
| 2.     | Tianguá     | 4    | 2 | 0 | 2 | 5:5   | 6    |
| 3.     | Nova Russas | 4    | 1 | 1 | 2 | 5:6   | 4    |

|  | Geplaatst voor tweede fase |

### Groep C
| Plaats | Club         | Wed. | W | G | V | Saldo | Ptn. |
| ------ | ------------ | ---- | - | - | - | ----- | ---- |
| 1.     | Campo Grande | 4    | 4 | 0 | 0 | 10:4  | 12   |
| 2.     | Crato        | 4    | 1 | 1 | 2 | 4:4   | 4    |
| 3.     | Juazeiro     | 4    | 0 | 1 | 3 | 2:8   | 1    |

|  | Geplaatst voor tweede fase |

## Tweede fase
| Plaats | Club           | Wed. | W | G | V | Saldo | Ptn. |
| ------ | -------------- | ---- | - | - | - | ----- | ---- |
| 1.     | Campo Grande   | 5    | 3 | 2 | 0 | 10:4  | 11   |
| 2.     | Crato          | 5    | 2 | 3 | 0 | 7:3   | 9    |
| 3.     | Tianguá        | 5    | 2 | 1 | 2 | 6:6   | 7    |
| 4.     | Verdes Mares   | 5    | 1 | 2 | 2 | 4:7   | 5    |
| 5.     | Crateús        | 5    | 1 | 1 | 3 | 4:7   | 4    |
| 6.     | Calouros do Ar | 5    | 1 | 1 | 3 | 8:12  | 4    |

|  | Geplaatst voor finale |

## Finale
|                  |               |       |               |                             |
| 16 oktober 16:00 | Campo Grande  | 2 – 2 | Crato         | Romeirão, Juazeiro do Norte |
| 16 oktober 16:00 | Edson Samuel  |       | Romário Lucas | Romeirão, Juazeiro do Norte |
| 16 oktober 16:00 | Strafschoppen |       |               | Romeirão, Juazeiro do Norte |
| 16 oktober 16:00 | 3 - 1         |       |               | Romeirão, Juazeiro do Norte |

### Kampioen
| Campeonato Cearense de 2018 - Série C |
| Ceará                                 |
| ------------------------------------- |
| CAMPO GRANDE Kampioen (1° titel)      |